# MVSC Stadion
MVSC Stadion (popularnie zwany „Kubik”) – wielofunkcyjny stadion w Miszkolcu, na Węgrzech. Jego budowa rozpoczęła się w 1927 roku, a otwarcie miało miejsce w roku 1931. Obiekt może pomieścić 8000 widzów. Swoje spotkania na stadionie rozgrywają piłkarze klubu Miskolci VSC.